# Целувката (скулптура на Роден)
„Целувката“ (на френски: Le Baiser) е световноизвестна мраморна скулптура на френския скулптор Огюст Роден от 1886 г. Съхранява се в неговия Музей Роден в Париж.
Първоначално е наречена „Франческа да Римини“. По замисъл трябва да е част от „Вратите на ада“ – мащабна творба, която Роден работи до края на живота си, но така и не успява да завърши.
Представлява 85-сантиметрова бронзова скулптура от 2 фигури. Представя действителен случай от 1285 г. по описаната сцена в „Божествена комедия“ на Данте Алигиери, на която се целуват Франческа да Римини и Паоло Малатеста, братът на нейния съпруг Джанчото (Джовани) Малатеста, който ги убива, след като ги заварва по време на прелюбодеянието.
По-късно е заменена с друга сцена (тъй като тази сцена не отговаря на останалите сцени на страдание) и тя е преместена в дясната колона на вратите.
Скулптурата се счита за емблематична в художественото представяне на любовта.